# 포켓몬 마스터즈
《포켓몬 마스터즈》(Pokémon Masters, 일본어: ポケモンマスターズ)는 DeNA가 안드로이드, iOS용으로 개발하고 배급한 부분 유료화 모바일 게임이다. 2019년 8월 출시되었다. 플레이어들이 메인 시리즈 게임들에서 잘 알려진 다양한 포켓몬 트레이너들과 겨룰 수 있다.

## 게임플레이
포켓몬 마스터즈 리그라는 이름의, 파시오섬에서 개최되는 3-on-3 전투 토너먼트이다. 주된 목표는 챔피언이 되는 것이다. 포켓몬 마스터즈 리그에 들어가려면 플레이어는 파시오섬에 있는 PML 리더들을 대적함으로써 적어도 배지 5개를 모아야 한다. 싱크 페어를 모집할 때 플레이어는 싱크 페어 스토리의 잠금을 해제할 수 있다. 플레이어는 주기적으로 추가되고 업데이트되는 시간 한정 이벤트에 참여할 수도 있다. 이벤트는 1인 스토리 이벤트, 그리고 강력한 적들을 무찌르기 위해 팀을 구성해야 하는 협업 다인 이벤트를 모두 제공하며 이를 통해 이벤트 상을 받을 수 있다.

## 등장 버디즈의 지방
- 파시오
- 관동
- 성도
- 호연
- 신오
- 하나
- 칼로스
- 알로라
- 가라르
- 팔데아

## 개발 및 출시
포켓몬 마스터즈는 2019년 5월 29일 다른 몇몇 포켓몬 게임들과 더불어 포켓몬사에 의해 처음 발표되었다. 기업과 모바일 게임 개발사 DeNA 간 첫 협업이었으며 안드로이드, iOS용으로 출시되었다.
이 게임의 콘셉트는 시리즈 아티스트이자 디자이너인 스기모리 켄에서 비롯되었는데, 그는 메인 시리즈에 등장한 모든 과거 캐릭터들을 하나의 게임 안에 넣는 것을 제안하였다.
이 게임의 미리 보기 버전은 2019년 7월 25일 싱가포르에서 출시되었고, 캐나다에서는 2019년 8월 6일 출시되었다. 이 게임은 2019년 8월 29일 iOS와 안드로이드 전화를 대상으로 전 세계에 출시되었다. 다른 대부분의 포켓몬 게임들과 달리 포켓몬 마스터즈는 루트 박스 금지 가능성으로 인해 벨기에와 네덜란드에서는 출시되지 않았다.

## 평가
전 세계 출시 4일 간 포켓몬 마스터즈는 10,000,000건의 다운로드 수를 기록하였고 10,000,000 달러의 소득을 기록하였다. 출시 첫 주에 소득 수치는 26,000,000 달러로 증가하였다. 게임 출시 첫 달 소득은 33,000,000 달러를 창출하였다.

## 내용주
1. ↑  Due to time zones, the game was released on August 28, 2019 in North America, even though it was released at the same time as the rest of the world. The United States Pokemon.com page lists the release date as August 28, while the Pokémon Masters official website lists the release date as August 29.